# Kumejima (Okinawa)
Kumejima (jap. 久米島町 Kumejima-chō) – miasto w Japonii, w prefekturze Okinawa, na wyspie o tej samej nazwie. Według danych na rok 2020 miejscowość zamieszkiwało 7 192 mieszkańców , a gęstość zaludnienia wyniosła 113 os./km².